# Reisemangel
Ein Reisemangel ist im Reiserecht ein Mangel, bei dem eine in einem Reise- oder Beförderungsvertrag zugesagte Reiseleistung entweder gar nicht, unvollständig oder abweichend von der vertraglichen Leistungsbeschreibung erbracht wurde.

## Allgemeines
Der Tourismus ist in Deutschland ein bedeutsamer Wirtschaftszweig, der vor allem im Sektor des Massentourismus bei Pauschalreisen zu Reisemängeln führen kann. Diese Mängel können vor Reiseantritt oder während der Reise auftreten. Bereits vor Reiseantritt können organisatorisch durch den Reiseveranstalter oder Dritte verschuldete Mängel etwa in der Überbuchung von Flugzeugen oder Hotels bestehen. Während der Reise können Mängel wie mangelhafte Hotelzimmer oder Ausfall gebuchter Reiseleistungen (etwa Ausflüge) auftreten. Der Reisemangel ist ein bestimmter Rechtsbegriff des seit Juli 2018 neu geregelten Reiserechts, das Reisemängel ausschließlich beim Pauschalreisevertrag behandelt. Ein Reisemangel liegt vor, wenn die tatsächliche Beschaffenheit der Reiseleistungen von derjenigen abweicht, welche die Vertragsparteien bei Vertragsschluss vereinbart oder gemeinsam, auch stillschweigend, vorausgesetzt haben, und dadurch der Nutzen der Reise für den Reisenden beeinträchtigt wird. Das neue, auf der Richtlinie (EU) 2015/2302 (Pauschalreiserichtlinie) beruhende Reiserecht ist nicht anzuwenden auf alle Reisen, die nicht als Pauschalreise gelten.

## Rechtsfragen
Zentrale Vorschrift ist § 651i Abs. 2 BGB, wonach (im Umkehrschluss zur Vorschrift) ein Reisemangel vorliegt, wenn die Pauschalreise nicht die vereinbarte Beschaffenheit hat oder wenn der Reiseveranstalter Reiseleistungen nicht (Nichterfüllung) oder mit unangemessener Verspätung verschafft. Reisemängel sind demnach nicht vorhanden, wenn sich die Pauschalreise für den nach dem Reisevertrag vorausgesetzten Nutzen eignet oder wenn sie sich für den gewöhnlichen Nutzen eignet und eine Beschaffenheit aufweist, die bei Pauschalreisen der gleichen Art üblich ist und die der Reisende nach der Art der Pauschalreise erwarten kann. Der Reisende hat dem Reiseveranstalter einen Reisemangel unverzüglich anzuzeigen (§ 651o BGB).
Die allgemein im BGB vorgesehenen Leistungsstörungen wie Unmöglichkeit, Verzug oder Verletzung von Nebenpflichten (§§ 280 ff. BGB, § 323 ff. BGB) werden verdrängt und durch die speziellen Gewährleistungsvorschriften des Reiserechts ersetzt. So stellen Überbuchungen (Flugzeug, Hotel) keine anfängliche objektive Unmöglichkeit nach § 275 Abs. 1 BGB dar, sondern sind ein Reisemangel gemäß § 651i Abs. 2 BGB. Auch Verletzungen der Fürsorgepflicht oder der Obhut (Verkehrssicherungspflichten), der Informationspflichten oder der Organisation sind Reisemängel, wenn sich diese Pflichtverletzungen auf den Nutzen der Reise auswirken. Typische Reisemängel (siehe Frankfurter Tabelle) sind Transportmängel (Verspätung, Unfall oder Ausfall von Bussen, Flügen, Schiffen), Mängel der Unterbringung (Hotelkategorie, Zimmerqualität, Ausstattung) oder Mängel bei Ausflügen (Ausfall, Unfall oder Verspätung). Bloße Unannehmlichkeiten, die sich nicht auf den Nutzen der Reise auswirken, sind dagegen hinzunehmen und kein Reisemangel wie beispielsweise das einstündige Warten auf den Bustransfer ins Hotel (siehe Kemptener Reisemängeltabelle). Die Schwelle zum Reisemangel ist erst bei vierstündiger Flugverspätung erreicht. Der Reiseveranstalter trägt selbst dann die Preisgefahr (also das Risiko, den vereinbarten Reisepreis nicht zu erhalten), wenn der Reiseerfolg durch Umstände vereitelt wird, die weder ihm noch dem Reisenden zugerechnet werden können.
Hierzu gehören Ereignisse, die der höheren Gewalt zuzuordnen sind. Auch die vom Reiseveranstalter nicht beeinflussbaren Risiken (wie Tropensturm, Bürgerkrieg) sind ein Reisemangel, weil der Reiseveranstalter verschuldensunabhängig haftet (§ 651i Abs. 1 BGB). Gemäß § 651h Abs. 1 und 3 BGB kann der Reisende oder der Reiseveranstalter vor Reisebeginn jederzeit vom Vertrag entschädigungslos zurücktreten, wenn am Bestimmungsort oder in dessen unmittelbarer Nähe unvermeidbare, außergewöhnliche Umstände auftreten, die die Durchführung der Pauschalreise oder die Beförderung von Personen an den Bestimmungsort erheblich beeinträchtigen (höhere Gewalt). Umstände sind unvermeidbar und außergewöhnlich, wenn sie nicht der Kontrolle der Partei unterliegen, die sich hierauf beruft, und sich ihre Folgen auch dann nicht hätten vermeiden lassen, wenn alle zumutbaren Vorkehrungen getroffen worden wären.

## Rechtsfolgen
Ist die Pauschalreise mangelhaft, kann der Reisende gemäß § 651i Abs. 3 BGB nach § 651k Abs. 1 BGB Abhilfe verlangen (Nacherfüllung) oder nach § 651k Abs. 2 BGB selbst Abhilfe schaffen (Selbstvornahme) und Ersatz der erforderlichen Aufwendungen verlangen, nach § 651k Abs. 3 BGB Abhilfe durch andere Reiseleistungen (Ersatzleistungen) verlangen, nach § 651k Abs. 4 und 5 BGB Kostentragung für eine notwendige Beherbergung verlangen, den Vertrag nach § 651l BGB kündigen, die sich aus einer Minderung des Reisepreises aus § 651m BGB ergebenden Rechte geltend machen oder nach § 651n BGB Schadensersatz oder nach § 284 BGB Aufwendungsersatz vergeblicher Aufwendungen verlangen.
Für die Dauer des Reisemangels besteht eine gesetzliche Minderung des Reisepreises gemäß § 651m BGB. Der Reisepreis ist hierbei in dem Verhältnis herabzusetzen, in welchem zur Zeit des Vertragsschlusses der Wert der Pauschalreise in mangelfreiem Zustand zu dem wirklichen Wert gestanden haben würde.
Minderungsansprüche verjähren gemäß § 651j BGB zwei Jahre nach Reiseende. Das Minderungsrecht muss also – anders als bisher – nicht mehr binnen einer Monatsfrist geltend gemacht werden. Neben dem Minderungsrecht erlaubt das Reiserecht Pauschalreisenden außerdem unter bestimmten Bedingungen, die Reise zu kündigen (§ 651l BGB) oder Ersatz für infolge des Mangels erlittene Schäden geltend zu machen (§ 651n BGB). Ferner verlangt das Reiserecht Reisesicherungsscheine von Veranstaltern, um bei deren Insolvenz die Rückerstattung des Reisepreises sicherzustellen (§ 651r BGB).
Der Gerichtsstand bei Streitigkeiten im Rahmen einer Luftbeförderung wird bei einer natürlichen Person („Verbraucher“) nicht – wie allgemein gesetzlich festgelegt (§ 13 ZPO, § 16 ZPO) – von dessen Wohnsitz oder gewöhnlichem Aufenthaltsort abgeleitet, sondern von abweichenden Kriterien.

## International
Österreich hat die Richtlinie (EU) 2015/2302 wie Deutschland zum 1. Juli 2018 umgesetzt, allerdings durch das eigenständige Pauschalreisegesetz (PRG). Danach ist gemäß § 2 PRG Reisender „jede Person, die einen den Bestimmungen dieses Bundesgesetzes unterliegenden Vertrag zu schließen beabsichtigt oder die aufgrund eines solchen Vertrags berechtigt ist, Reiseleistungen in Anspruch zu nehmen“. Den Reiseveranstalter trifft eine umfassende vorvertragliche Informationspflicht (§ 4 PRG), der Reisende kann vor Reisebeginn jederzeit zurücktreten, bei höherer Gewalt auch entschädigungslos (§ 10 PRG). Der Reiseveranstalter kann bei Unterschreitung der Mindestteilnehmerzahl entschädigungslos zurücktreten, muss aber den gezahlten Reispreis erstatten (§ 10 Abs. 3 PRG). Der Reisende muss dem Reiseveranstalter unverzüglich Vertragswidrigkeiten während der Reise mitteilen (§ 11 Abs. 2 PRG). Nicht oder mangelhaft erbrachte Reiseleistungen sind vom Reiseveranstalter zu beheben (§ 11 Abs. 3 PRG), es sei denn, dass dies unmöglich ist oder unter Berücksichtigung des Ausmaßes der Vertragswidrigkeit und des Werts der betroffenen Reiseleistung mit unverhältnismäßigen Kosten verbunden wäre. Behebt er nicht, kann der Reisende selbst Abhilfe schaffen (§ 11 Abs. 4 PRG).
Rechtsgrundlage in der Schweiz ist das Pauschalreisegesetz (PRG) vom Juni 1993. Es erlegt dem Reiseveranstalter umfassende Informationspflichten auf (Art. 4, 5 PRG), schreibt in Art. 6 PRG den Inhalt des Reisevertrages verbindlich vor oder regelt die Rechte des Reisenden, der als Konsument bezeichnet wird (Art. 10 PRG). Der Konsument hat in den Fällen des Nichterreichens der Mindestteilnehmerzahl und bei höherer Gewalt keinen Anspruch auf Schadensersatz wegen Nichterfüllung (Art. 11 Abs. 2 PRG). Reisemängel sind unverzüglich zu beanstanden (Art. 12 PRG), der Veranstalter haftet für die gehörige Vertragserfüllung (Art. 14 PRG) außer bei höherer Gewalt (Art. 15 PRG).